# Georgenberg
Georgenberg (zastaralý český název Jiřín) je německá obec v zemském okrese Neustadt an der Waldnaab ve spolkové zemi Bavorsko. Leží v pohoří Oberpfälzer Wald (Český les). Území obce sousedí s Českou republikou.

## Geografie
Georgenberg leží na hranici s Českou republikou v přírodním parku Horní Falc. Nejvyšší body katastru dosahují 700 nadmořských metrů. Sousední českou obcí je Lesná.

### Sousední obce
Sousední obce jsou od západu: Flossenbürg, Lesná, Waidhaus, Pleystein a Waldthurn.
| Růžice kompasu | [[File:Wappen von Flossenbürg.svg\|35px\|Flossenbürg] Flossenbürg |           | Lesná    | Růžice kompasu |
| Růžice kompasu |                                                                   | Sever     | Lesná    | Růžice kompasu |
| Růžice kompasu | Georgenberg                                                       |           | Lesná    | Růžice kompasu |
| Růžice kompasu | Jih                                                               |           | Lesná    | Růžice kompasu |
| Růžice kompasu | Waldthurn                                                         | Pleystein | Waidhaus | Růžice kompasu |

### Místní části
Obec Georgenberg má 32 místních částí
| - Brünst - Danzermühle - Danzerschleif - Dimpfl - Faislbach - Galsterlohe - Gehenhammer - Georgenberg - Hagenhaus - Hammermühle - Hinterbrünst | - Krautwinkl - Kühtränk - Leßlohe - Lösselberg - Lösselmühle - Neudorf (Grenzort) - Neuenhammer - Neukirchen zu St. Christoph - Oberbernlohe - Oberrehberg - Papiermühle | - Prollermühle - Rehlohe - Schmidtlerschleif - Schwanhof - Unterbernlohe - Unterrehberg - Vorder-Waldheim - Waffenschmiede - Waldheim - Waldkirch |

## Dějiny
Od poloviny 16. století je Georgenberg připomínán jako dědičná ves a součást panství Waldthurn knížete Schörnsteina. Právními akty Rýnského spolku v roce 1806 se území stalo součástí Bavorského království. Po první světové válce byla v roce 1918 oficiálně zřízena obec Georgenberg. 